# Paractenochiton sutepensis
Paractenochiton sutepensis är en insektsart som beskrevs av Takahashi 1942. Paractenochiton sutepensis ingår i släktet Paractenochiton och familjen skålsköldlöss.
Artens utbredningsområde är Thailand. Inga underarter finns listade i Catalogue of Life.